# بوني ريتشاردسون
بوني ريتشاردسون (بالإنجليزية: Bonnie Richardson)‏ هي منافسة ألعاب القوى أمريكية، ولدت في 9 سبتمبر 1990.